# Bourletiellidae
Bourletiellidae (лат. ) — семейство коллембол из надсемейства Sminthuroidea (Symphypleona).

## Описание
Мелкие коллемболы округлой формы тела, разнообразной пёстрой окраски.

## Классификация
40 родов, около 200 видов. Иногда выделяют подсемейство Parabourletiellinae J.-M. Betsch, 1974 (Anjavidiella — Bourletiellitas — Parabourletiella — Vatomadiella).
- Acutoempodialis — 1 вид
- Adisianus — 3
- Anarmatus — 5
- Aneuempodialis — 2
- Anjavidiella — 5
- Arlesminthurus — 3
- Bourletides — 1
- Bourletiella — 33
- Bourletiellitas — 1
- Bovicornia — 7
- Cassagnaudiella — 9
- Corynephoria — 7
- Cyprania — 2
- Deuterosminthurus — 30
- Diksamella — 1
- Ellisiella — 1
- Fasciosminthurus — 28
- Heterosminthurus — 26
- Kaszabellina — 3
- Koupelia — 1
- Madecassiella — 1
- Massoudia — 1
- Nasosminthurus — 4
- Navarrella — 1
- Orenius — 2
- Parabourletiella — 1
- Paulianitas — 1
- Prorastriopes — 31
- Pseudobourletiella — 1
- Rastriopes — 15
- Sanaaiella — 5
- Stenognathriopes (Stenognathriopes) — 6
- Stenognathriopes (Tenentiella) — 1
- Stenognathriopes — 7
- Tritosminthurus — 1
- Vatomadiella — 3